# Emanuel Quirenz (1929)
Emanuel Quirenz (4. května 1929 – 30. listopadu 2000) byl český silniční motocyklový závodník. V závodech mistrovství Československa startoval i jeho syn Emanuel Quirenz mladší.

## Závodní kariéra
V Mistrovství Československa silničních motocyklů startoval v letech 1959–1979. Jezdil ve třídách do 125 cm³, 250 cm³ a 350 cm³ na motocyklech ČZ, Jawa a Yamaha.

## Úspěchy
- Mistrovství Československa silničních motocyklů – celková klasifikace
  - 1959 do 250 cm³ – 12. místo – Jawa
  - 1960 do 175 cm³ – nebodoval – ČZ
  - 1960 do 250 cm³ – nebodoval – Jawa
  - 1961 do 125 cm³ – nebodoval – ČZ OHC
  - 1961 do 175 cm³ – nebodoval – ČZ
  - 1961 do 250 cm³ – nebodoval – Jawa
  - 1962 do 175 cm³ – nebodoval – ČZ
  - 1962 do 250 cm³ – 14. místo – Rojex
  - 1964 do 250 cm³ – nebodoval – Jawa
  - 1968 do 250 cm³ – 13. místo – Jawa
  - 1969 do 250 cm³ – 12. místo – Jawa
  - 1970 do 250 cm³ – 10. místo – Jawa
  - 1971 do 250 cm³ – 11. místo – Jawa
  - 1971 do 350 cm³ – 12. místo – Jawa
  - 1972 do 250 cm³ – 13. místo – Jawa
  - 1972 do 350 cm³ – 18. místo – Jawa
  - 1973 do 250 cm³ – 14. místo – Jawa
  - 1973 do 350 cm³ – 15. místo – Jawa
  - 1974 do 250 cm³ – 15. místo – Yamaha
  - 1974 do 350 cm³ – 15. místo – Jawa
  - 1975 do 250 cm³ – 17. místo – Yamaha
  - 1975 do 350 cm³ – 19. místo – Yamaha
  - 1976 do 250 cm³ – 17. místo – Yamaha
  - 1976 do 350 cm³ – 9. místo – Yamaha
  - 1977 do 250 cm³ – 17. místo – Yamaha
  - 1977 do 350 cm³ – 9. místo – Yamaha
  - 1978 do 250 cm³ – 14. místo – Yamaha
  - 1978 do 350 cm³ – 11. místo – Yamaha
  - 1979 do 350 cm³ – 16. místo – Yamaha